# Сташкевич II
Сташкевич ІІ (пол. Staszkiewicz) — шляхетський герб, різновид герба Сас. На думку Каспера Несєцького, це різновид герба Леліви.

## Опис герба
У блакитному полі золотий півмісяць з рогами догори, над ним стріла вістрям вниз. Праворуч стріли золота шестипроменева зірка.
Три страусині пір'їни в клейноді.

## Найперша згадка
Каспер Несецький згадує герб Сташкевич як леліву відмінну в Жміді 1621 року. Проте, Юліуш Кароль Островський пише, що це різновид герба Сас. У Tablicach odmian herbowych Chrząńskiego герб є, однак, різновидом Леліви, що позначена літерою g.

## Геральдичний рід
Сташкевич (Staszkiewicz).